# محافظة حضرموت
 محافظة حضرموت هي محافظة تقع شرق الجمهورية اليمنية وتحتل 36 % من مساحتها تتكون حضرموت من 28 مديرية وعاصمتها هي مدينة المكلا وأكبر مدنها. تحدها السعودية من الشمال ومن الجنوب بحر العرب ومن الشمال الغربي محافظتي مأرب والجوف ومن الشرق محافظة المهرة ومن الغرب محافظة شبوة.
تبلغ مساحة حضرموت نحو 193,032 كم مربع ويقدر عدد سكانها 1,028,556 نسمة،  وتوجد مجتمعات مهاجرة في شرق آسيا، ودول مجلس التعاون الخليجي وجنوب شرق آسيا. يعتبر ميناء المكلا من أهم موانئ الجمهورية ومطار المكلا هو ثالث أكبر مطارات البلاد.
من الأنشطة الرئيسة التي يمارسها سكان المحافظة الزراعة والاصطياد السمكي والثروة الحيوانية، حيث تصل نسبة إنتاج المحاصيل الزراعية إلى (5.8%) من إجمالي الإنتاج الزراعي في الجمهورية، وأهمها التمور والحبوب والمحاصيل النقدية، ويعد قطاع الأسماك الرافد الاقتصادي الأول لسكان المحافظة كونها تقع على شريط ساحلي طويل يمتد على شاطئ البحر العربي، ويمتاز بكثرة وتنوع الأسماك والأحياء البحرية، وتضم أراضي المحافظة بعض الثروات المعدنية منها حقول النفط وموارد معدنية أهمها الذهب.
كانت مملكة حضرموت قديما أحد أهم مراكز التجارة العالمية بين دول العالم القديم، حيث كانت حكومة شبوت والتجار الحضارم يتاجرون في منتجات المنطقة مثل البخور واللبان (المستكة) ونبات المر والتوابل والتي كانت تعتبر من أقيم منتجات المنطقة الجنوبية من جزيرة العرب وسقطرى بالنسبة للمصريين القدماء والفينيقيين والبابليين والإغريق، الذين ارتبطت بهم جميعا القوافل التجارية الحضرمية وأقام الحضارم معهم العلاقات التجارية. وبالنسبة للعديد من المؤرخين ومدرسي التاريخ، يرجح أن تكون مناطق مملكة حضرموت التي زرعت بها شجرة البخور تدخل في مناطق مملكة البنط القديمة أو هي نفسها والتي تمتد من موطن شجر البخور واللبان الأساسي في الساحل العماني واليمني وجزيرة سقطرى والتي كانت تربطها علاقات وثيقة مع مصر الفرعونية خاصة في عهدي الفرعون «ساحو رع» من ملوك الأسرة الخامسة عصر الدولة القديمة، والملكة «حتشبسوت» من ملوك الأسرة الثامنة عشر عصر الدولة الحديثة. ويرجح ذلك التكوينات الهرمية والمعابد والمباني التي تم بناؤها بالجرانيت والرخام والتي يرجع زمانها إلى نفس الفترة التي يرجع إليها مثيلتها من المباني في مصر القديمة. وفي العصر القديم، انتزعت العديد من الدويلات التي نشأت في بعض مناطق الصومال مثل شبه جزيرة حافون ورأس قصير ومنطقة مالاو المناطق الحضرمية في القرن الإفريقي وكانت لهم علاقات مع جيرانهم في غرب اليمن والحبشة مثل دعمت ومملكة سبأ والأرشكيين والأكسوميين ومملكة معين ومملكة أوسان وقتبان على التجارة مع ممالك الهند والإغريق والرومان القديمة.

## التسمية
ذكر اليونانيون والرومان حضرموت بشئ من التحريف، ذكرها إراتوستينس باسم (لاتينية: Chatramotitae) وذكرها كتبة العهد القديم باسم (عبرية: חֲצַרְמָוֶת Hazar maveth) وحرفيا تعني فناء الموت  وأنه الابن الثالث من أبناء يقطان وشقيق سبأ 
| محافظة حضرموت             | ولعابر ولد ابنان .اسم الواحد فالج لان في ايامه قسمت الارض.واسم اخيه يقطان. ويقطان ولد الموداد وشالف وحضرموت ويارح وهدورام واوزال ودقلة وعوبال وابيمايل وسبا . واوفير وحويلة ويوباب.جميع هؤلاء بنو يقطان | محافظة حضرموت |
| — سفر التكوين إصح 10 : 26 | |               |

مسألة أن حضرموت هي الأحقاف فيها نظر فلا ذكر لها في كتابات خط المسند فالنصوص السبئية القديمة ذكرت هذه الأرض بلفظة حضرمت ولم تذكر شيئا قريبا من «أحقاف» حتى القرآن لم يذكر موطن الأحقاف ولم يعينه بل عينه المفسرون نقلا عن أهل الأخبار  وكلمة أحقاف تعني الرمل والرمل متواجد بكل شبه الجزيرة العربية.

## التاريخ

### التاريخ القديم

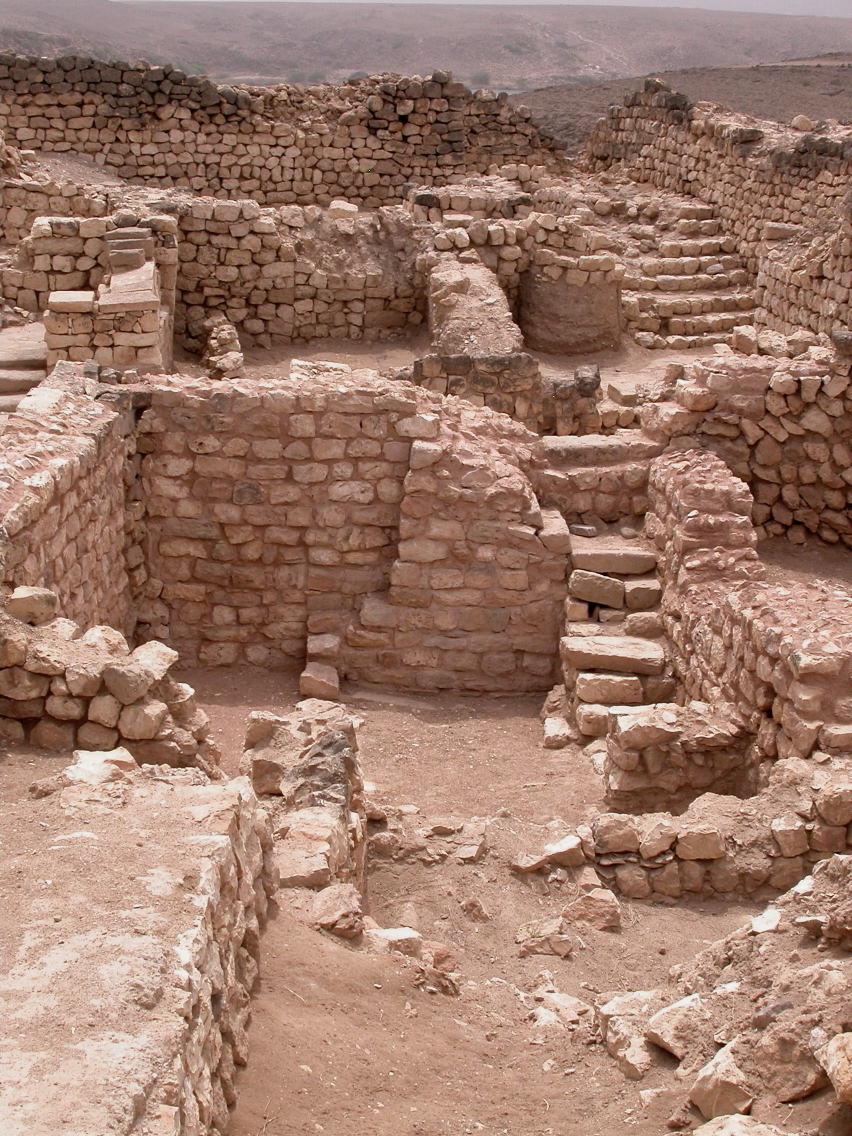
أطلال خور روري

قامت مملكة حضرموت قبل الميلاد ولكن لا يُمكن تأكيد بدايتها بصورة دقيقة، عاصمتها كانت عرماء في شبوة حالياً ولا تبعد كثيراً عن مدينة تمنع عاصمة مملكة قتبان. كانت اتحادا قبلياً يشمل قبائل عديدة قاسمها المشترك تقديسها للإله سين فحضرموت اسم قبيلة أصلاً. ورد ذكر حضرموت وإلهها سين في كتابة صرواح للمكرب السبئي كربئيل وتر الأول عام 700 - 680 ق. م.
كانت المملكة بقيادة الملك شهر علهن قد تحالفت مع مملكة مَعيَّن في محافظة الجوف حالياً ومملكة قتبان واستقلت عن مملكة سبأ قرابة العام 330 ق. م وهي الفترة التي شهدت تولي سلالة همدان حكم المملكة السبئية. كانت العلاقة بين مملكة حضرموت ومَعَّين وثيقة للغاية حتى أنه وطوال القرن الرابع والثالث ق. م كانت المملكتان تحكمان من عائلة واحدة. الميناء الرئيسي لحضرموت كان قنا وقام الملك العز يلط ببناء مدينة خور روري في ظفار ضمن سلطنة عمان حالياً. قام ملك مملكة قتبان يدع إب ذبيان يهنعم بمهاجمة حضرموت عام 220 ق. م وأسر أفراد الأسرة الحاكمة.
قضى السبئيون على مملكة معين بنهاية القرن الثاني ق. م وبقيت حضرموت تابعة لمملكة قتبان حتى العام 50 ق. م عندما قام السبئيون باحراق تمنع. بحلول العام 25 ق. م أي خلال الحملة الرمانية على العربية السعيدة، كان السبئيون من جديد القوة المهيمنة على جنوب الجزيرة العربية بقيادة الملك إيلي شرح يحضب. الحِميَّريين كانوا أذواء ضمن مملكة قتبان وبعد الحملة الرومانية بقيادة أيليوس غالوس، قامت معارك عديدة بينهم وبين الهمدانيين ووضع حضرموت خلال هذه الفترة غير واضح، أُكتشفت كتابة حضرمية عن بناء سور حول وادي لبنة لحمايته من الحِميَّريين إلا أن الملاحظ أن حاكم حضرموت لم يلقب نفسه بملك.
استمرت حضرموت على هذه الحال حتى العام 140 بعد الميلاد، عندما حاول ملك حضرموت يدعئيل بين الثاني مهاجمة براقش ومأرب وتخريب محرم بلقيس. بقيت حضرموت ضمن مملكة سبأ حتى العام 213 م، إذ اكتشف نص يشير للملك العز يلط الثاني واستقباله وفداً تجارياً من الهند. كان العز يلط الثاني جد آخر سلالة تحكم مملكة حضرموت بشكل مستقل وخلال هذه الفترة، كان أعراب قبيلة كندة ومذحج المتمركزين بقرية الفاو في جنوب نجد يهاجمون حضرموت باستمرار ويتقطعون طريق القوافل، لذلك استفاد منهم الحِميَّريين ليس لحماية الطريق التجارية العابرة لنجد فحسب، بل لتخويف أعدائهم كذلك. سيطر الحميريين على حضرموت عام 275 بعد الميلاد ولكن شمر يهرعش أبقى على ملك حضرموت المدعو «شراحيل».
استغل الملك رب شمس الثالث انشغال الحِميَّريين بتمرد في صعدة وسنحان وبيشة ليعلن تمرده، شنت قوات بدوية من قبيلة كندة ومذحج بقيادة كندي يدعى ربيعة بن وائل هجوماً على حضرموت، أحرق أولئك الأعراب مدنا كثيرة ودمروا معابد عديدة وهو ما أدى لنزوح قسم كبير من سكان حضرموت لمناطق أخرى، ولم يرد عن تمرد حضرمي ضد مملكة حمير بعدها، فهيمنت مملكة حمير على بلاد اليمن وباقي شبه الجزيرة العربية لما يزيد على 250 سنة.
توحيد الحِميَّريين لليمن كان سياسياً فلم يسمحوا لأقيال القبائل بالتلقب بالملك كما كان سائداً وأسسوا نظام حكم شديد المركزية من مدينتهم ظفار يريم في محافظة إب حالياً  ضئيلة هي معارف الباحثين عن وضع حضرموت خلال حكم مملكة حمير، توفي شمر يهرعش قرابة العام 312 بعد الميلاد وتنازعت عدة بيوت حميرية حتى العام 320 الذي شهد انتصار ذمار علي يهبر، توفي الملك شرحبيل يعفر عام 465 وكان آخر الملوك من سلالة ذمار ليتولى شرحبيل يكف الحكم وكان مؤسس سلالة جديدة ولا كتابة عن حضرموت باسثتناء كتابة للملك أسعد الكامل اكتشفت في الدوادمي تذكر أقيالاً من حضرموت قاتلوا إلى جانبه. عادت حضرموت من جديد بعد سقوط مملكة حمير ومقتل يوسف أسأر، إذ ورد في نص دونه أبرهة قرابة العام 542 للميلاد عن وقوف حضرموت إلى جانبه ضد يزيد بن كبشة، سيد قبيلة كندة. كانت حضرموت مستقلة تماماً عندما سيطرت الإمبراطورية الساسانية على عدن عام 571 حتى وصول الإسلام عام 630 

### العصور الوسطى

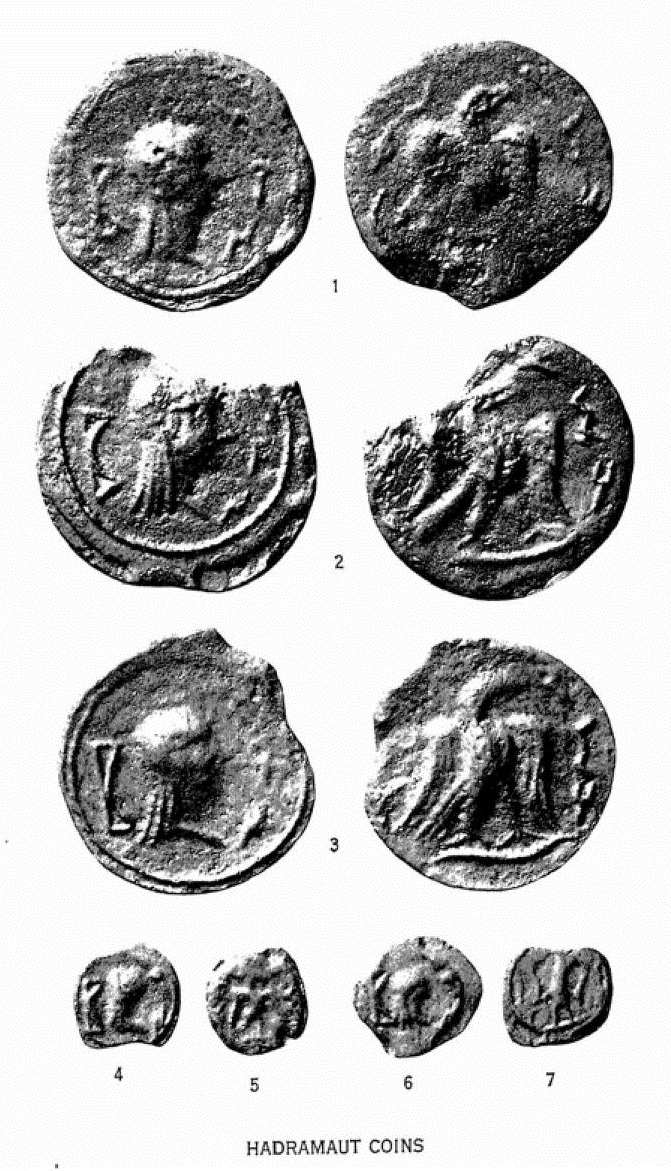
عملة حضرمية قديمة

وصل الإسلام إلى حضرموت عام 630 بعد كتاب النبي محمد لكبير الأقيال وائل بن حجر. وكان بعض الحضارم قد أسلم قبل إسلام وائل مثل العلاء بن الحضرمي. كانت حضرموت أحد مراكز الإباضية منذ خروج الإمام عبد الله بن يحيى الكندي على الدولة الأموية وعاملها على حضرموت إبراهيم بن جبلة الكندي عام 745، وعرض أسباب تمرده قائلًا:
تاريخ حضرموت الوسيط مظلم ومصادره شحيحة. المعروف أن حضرموت كانت جزءا من الدولة الصليحية والدولة الرسولية والدولة الطاهرية خلال العصور الوسطى ومارس بنو يعفر شيئا من النفوذ على مخلاف حضرموت والغالب أن هيمنة المذهب الشافعي وانحسار تأثير الإباضية كان مرتبطاً بالدولة الرسولية التي حكمت في القرن الثالث عشر إلى منتصف القرن الخامس عشر للميلاد. قامت إمارات صغيرة في تريم مثل آل يماني وآل راشد ولكن لا يعلوا شأن دولة مالم تسيطر على الشحر.

### التاريخ الحديث

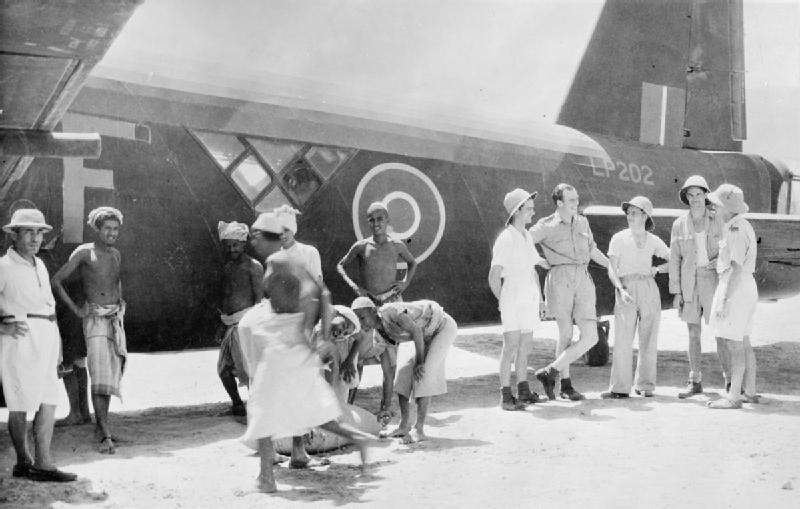
عمال يفرغون طائرة بريطانية من الحبوب خلال المجاعة التي أصابت حضرموت خلال أربعينيات القرن العشرين

ظهرت سلالة آل كثير في أواخر القرن الخامس عشر الميلادي التي سيطرت على سيئون وتريم وقريتين في الوادي بينما كانت بقية المناطق بلا سلطة حقيقية بما في ذلك وادي دوعن تمكن الزيدية بقيادة المتوكل على الله إسماعيل بن القاسم من ضم حضرموت للدولة القاسمية عام 1654  لم تستمر هيمنة الزيدية طويلاً للخلافات الداخلية بين الأئمة فتوقف خطباء الجمعة بحضرموت عن ترديد اسمائهم وقامت قبيلة يام بقيادة المكرم الإسماعيلي إسماعيل بن هبة الله بغزو حضرموت لفترة قصيرة عام 1757  بلغت هجرات الحضارمة نحو جنوب شرق آسيا وشرق أفريقيا ذروتها خلال القرن التاسع عشر، وأسبابها اقتصادية. افتقار حضرموت لسياسة تنمية اقتصادية بسبب تخلف السلاطين كان العامل الأساسي لهجرة أبنائها. تواجدت جاليات حضرمية في إندونيسيا وماليزيا والحبشة وتنزانيا وكينيا بالإضافة للحجاز، النزاعات والمعارك بين السلاطين كان السبب الأبرز والأهم للهجرة وبحلول عام 1934 كان ربع أبناء حضرموت يعيش خارجها 
سيطر البريطانيون على عدن عام 1839 ولم يهتم الإنجليز بحضرموت إذ كان اهتمامهم مركزا على ميناء عدن وحتى خروجهم عام 1967، كان تواجد الإنجليز معدوماً بحضرموت. وقع البريطانيون معاهدات مع السلطنة القعيطية والكثيرية عام 1937 ورسم الإنجليز الحدود بين 23 سلطنة. لم تنضم سلطنتي حضرموت الكثيرية والقعيطية إلى اتحاد إمارات الجنوب العربي عام 1959. كان القعيطيون يسيطرون على سواحل حضرموت بما في ذلك الشحر وأدخلوا الكهرباء للمكلا وبنوا مطارها وأصدروا عملة رسمية لدولتهم عرفت بالشلن القعيطي. وكانت السلطنة الكثيرية تحكم سيئون وتريم وبضعة قرى مجاورة واعتمدوا على التجار المقربين من السلطنة باندونيسيا بل كانوا المحرك الرئيسي لاقتصاد السلطنة الصغيرة.
كانت السلطنة القعيطية والسلطنة الكثيرية تخوضان صراعاً لتوسيع نفوذهما كما كان يبدو، ولكن الحقيقة ان الاشتباكات الصغيرة بينهما خلال الحرب العالمية الأولى كانت جزءاً من حرب كونية كبيرة فالإنجليز كانوا يدعمون السلطنة القعيطية ومع انسحاب العثمانيين من لحج، تزايدت الضغوط الإنجليزية على السلطنة الكثيرية لتوقيع معاهدة مع السلطنة القعيطية، كانت شروط المعاهدة تصب في صالح السلطنة القعيطية الأقوى حتى الأسلحة التي يشتريها آل كثير أو يهبها لهم البريطانيين، كانت لا تصل لسيئون دون موافقة السلطنة القعيطية كان آل كثير أضعف من فرض الأمن في منطقة جغرافية صغيرة بوادي حضرموت حتى امتدادتهم البدوية لم تكن متحدة وتقاتل بعضها، فنصحهم الإنجليز بالتركيز على تحسين ادراتهم عوضاً عن الإصرار على توسيع مناطق النفوذ.
خلال ستينيات القرن العشرين، انقلب عبد الله السلال على المملكة المتوكلية اليمنية وهو مازاد من المشاعر القومية في أوساط سكان محمية عدن الغربية بدرجة أولى وشهدت حضرموت أعمال عنف بسيطة في المكلا الا ان الحضارمة كانوا مقتنعين ان التفجيرات الصغيرة كانت مدبرة من الإنجليز للضغط على السلطنة القعيطية والسلطنة الكثيرية للانضمام إلى اتحاد إمارات الجنوب العربي. عادت الخلافات بين السلطنة القعيطية والسلطنة الكثيرية من جديد بعد أن ظهرت شركات أمريكية للتنقيب عن النفط في شمال حضرموت. في منطقة جغرافية حيث الحدود هي مجرد مزاعم قبلية بالسيادة، توصلت السلطنتان الكثيرية والقعيطية إلى اتفاق بتقاسم مداخيل النفط رغم ان جزء من الحفريات الأميركية كان في حدود سلطنة المهرة كذلك. كان الاتفاق بلا معنى لإن النفط لم يكن قد اُستخرج بعد ولكن تكمن أهميته في مساهمته بزيادة حدة الرفض للانضمام في وحدة فيدرالية مع باقي المشيخات في محمية عدن رغم الضغوط الإنجليزية. سقطت السلطنتين عام 1967 بعد الجلاء البريطاني عن عدن ووحدت الجبهة القومية للتحرير السلطنات بقيام جمهورية اليمن الجنوبية الشعبية كجزء من مفاوضاتها مع بريطانيا وهي ان تسيطر الدولة الجديدة على كافة أراضي وجزر محمية عدن الإنجليزية.
تولى الرئيس قحطان الشعبي قيادة الدولة وواجه تعديات سياسية عديدة منها في حضرموت من قبل فصائل موالية السلاطين في شهور يوليو وأغسطس وديسمبر عام 1968 ذلك لرفض قيادات ما يسمى بجيش البادية الحضرمي تلقي الأوامر من عدن، هذه التمردات كانت مدعومة من السعودية. نجحت الدولة في فرض سيطرتها وفرقت القوى القبلية وأنصار السلاطين وتوجهت السعودية لدعم مجموعات قبلية شمال اليمن بدلا عن الجنوب بعد نجاحها في تغليب كفة قوى أكثر اعتدالا. سياسة تأميم الأراضي والممتلكات أزعجت سكان حضرموت كثيراً وهو مادفع أعداد كبيرة منهم للهجرة، غير أنهم أبقوا على اتصال بوطنهم ونجحوا في تأسيس شركات تجارية كبيرة في المهجر، حيث وجدت نخبة تجارية بالغة الثراء وأرادت الاستثمار في حضرموت، وهو أمر لم تشجعهم عليه السلطة الاشتراكية.

### المرحلة المعاصرة

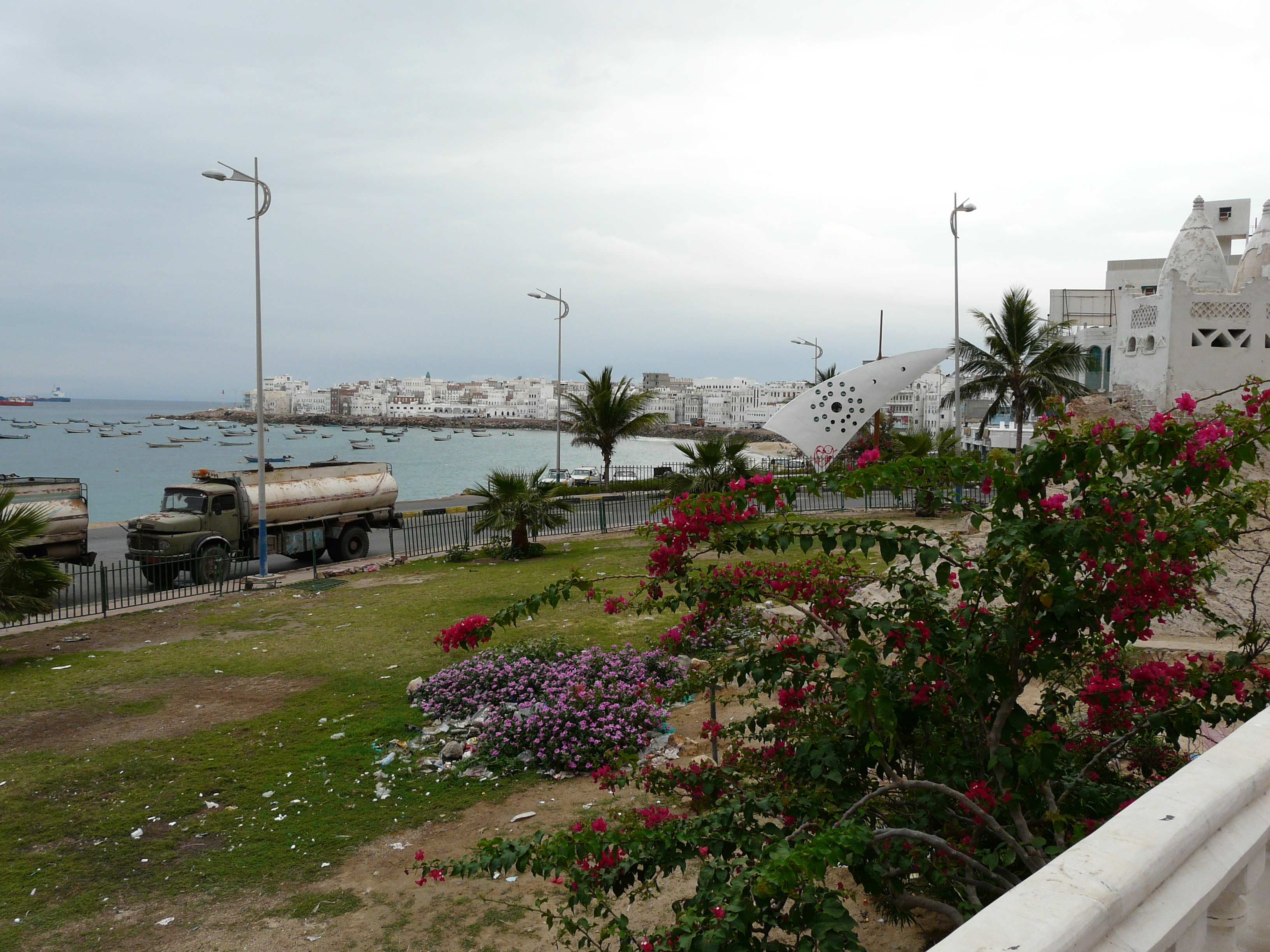
مدينة المكلا مركز حضرموت

قامت الوحدة اليمنية عام 1990 وعادت أعداد كبيرة من الحضارم لبلادهم. كان اقتصاد حضرموت قد نمى بشكل مفاجئ في الفترة مابين 1990 و1994. وفي عام 1993، اُكْتُشِف حقل المسيلة النفطي الذي فاقم الخلافات بين القوى السياسية اليمنية وطالب علي سالم البيض بحكم ذاتي للمناطق التي كانت تشكل اليمن الجنوبي سابقاً. اكتشاف الآبار النفطية أعاد الخطابات عن «هوية طمسها الاشتراكيين»، ولكن المسألة ليست «هوية مفقودة» بقدر ما هو اهتمام الأسر التجارية المستقرة بالسعودية بهذه الآبار، بالإضافة لرغبة السعودية بمنفذ إلى المحيط الهندي أو ضم المنطقة بأكملها لتلك المملكة.
عدد معتبر من الحضارم متواجد بالحجاز - أو ما أصبح المنطقة الغربية ضمن السعودية اليوم - ويعودون لبدايات القرن العشرين وبعض العوائل أقدم. باستثناء مقالات صحفية مدفوعة سياسياً، فإن الحضارمة الذين اتجهوا لوسط الجزيرة العربية سبعينيات القرن العشرين لم يندمجوا مع المجتمع النجدي الأكثر محافظة. يتم تجنيس القبائل البدوية في شمال حضرموت بالجنسية السعودية منذ السبعينيات وغالبا مايتم توطينهم في نجران. وفي عام 1986 وعقب اكتشاف آبار نفطية في شبوة وحضرموت، ادعت السعودية ملكيتها لتلك المناطق وقامت بتوزيع جوازات سفر سعودية على سكانها.
عام 1998، اقترح علي عبد الله صالح تقسيم حضرموت لمحافظتين واحدة تشمل وادي دوعن ووادي حضرموت وأخرى تشمل المكلا والشحر مستغلا الاختلاف البسيط بين حضارمة الوادي والساحل وهو ماقوبل برفض محلي من أبناء حضرموت بالإضافة لبعض السياسيين الحضارمة مثل رئيس الوزراء السابق فرج بن غانم، ففشلت خطة نخب صنعاء لتقسيم حضرموت ولكنهم استحدثوا محافظتين جديدة هي محافظة عمران ومحافظة الضالع، وهذه الاستحداثات وزيادة المراكز الإدارية الصغيرة بدلًا من توسيع المدن، لا تخدم أحداً سوى النخب التي تصفها تقارير دولية بالفاسدة حول صنعاء.
خلال الحرب الأهلية اليمنية، سيطرت عناصر تسمي نفسها تنظيم القاعدة في جزيرة العرب على مدينة المكلا. وجود هذه الجماعات قديم في حضرموت ولما لها تراث صوفي قديم، أدى ظهورها في التسعينات إلى توتر مجتمعي لكنه لم يصل للمستوى الذي وصلت إليه الأوضاع في أقصى شمال البلاد. خلال سيطرة العناصر الجهادية على المكلا عام 2015، ابتزت ما يقارب 1.4 مليون دولار أميركي من شركة النفط القومية، وتحصلت على مليوني دولار يوميًا من خلال فرض الرسوم الجمركية وتهريب الوقود. غادرت هذه العناصر في 24 أبريل 2016 بعد صفقة عُقدت مع جهات مدعومة من الإمارات والسعودية، واستبدلوا بعناصر قبلية بنزعات انفصالية تلقت تدريبًا وتسليحًا منذ شهر أبريل من سنة 2015 على الأقل، في معسكر ببلدة شرورة جنوب السعودية.
تدعي الإمارات أن هدف هذه الميليشيات هو محاربة الإرهاب، أي تنظيم القاعدة الذي خرج بصفقة من مدينة المكلا. عرقلة علاقات مباشرة بين الحكومة اليمنية وواشنطن، هدف سعودي قديم مدعوم دائمًا بلا أهلية وضآلة أصحاب التطلعات السياسية في البلد. وتسعى الإمارات حاليًا لتقديم هذه الميليشيات التابعة لها، بمعنى أنها امتداد مباشر لأبوظبي، والمقدر عددها ببضعة آلاف كقوة جدية لمكافحة الإرهاب لتحقيق غرضين: عرقلة علاقات أو تحالفات مباشرة بين القوات المحلية وواشنطن، والبروباغندا العروبية والإسلاموية وسيلة تشتيت الانتباه المحلي عن هذه الغاية، والهدف الثاني قمع من تراهم الإمارات مهددين لأهدافها في البلاد بحجة مكافحة الإرهاب، تمامًا مثلما كان يوظف علي عبد الله صالح قوات الحرس الجمهوري المدربة لاستهداف تنظيم القاعدة أصلًا، في محاربة وإضعاف خصومه ومنافسيه.
في 11 مايو 2016، تعرض عبد الرحمن الحليلي لمحاولة اغتيال فاشلة. في مقابلة لإحدى الصحف الإماراتية، تحدث محافظ حضرموت المعين في يناير 2016، وهو جزء من استثمار إماراتي في شخصيات من منطقة يافع بمحافظة لحج، عن ”قوات حضرمية ممولة ومسلحة إماراتيًا ليتمكن قادة حضرموت من أخذها لبر الأمان“. اتهمت صحيفة إماراتية أخرى من سمتهم بـ”قوات المخلوع“ وتقصد علي عبد الله صالح، التي كان يقودها الحليلي القادم من صنعاء، بالتواطؤ مع تنظيم القاعدة. تاريخ تدخل هذه الدولة في اليمن حديث، تتبنى موقفًا عدائيًا تجاه بعض مكونات التجمع اليمني للإصلاح، وتسعى لاستبدالهم بشخصيات وهابية تبشر بتقليد يدعى المدخلية، يوجب طاعة ”ولي الأمر“ مالم يظهر ”كفرًا بواحًا“.
كما أن عددًا من منسوبي القوات المسلحة للإمارات من القبائل البدوية بشمال حضرموت، وتسيطر تلك الدولة على جزيرة سقطرى التابعة للمحافظة إداريًا. الإمارات والسعودية، تنظران إلى اليمن باعتبارها دولة مصطنعة وغير قومية تتكون من عدة أمم محشورة داخل خطوط وهمية على خريطة. بناء على ذلك، اليمنيون عديمو الوطنية، ولم يبلوروا أي أيديولوجيات تعالج التحديات التي يواجهونها، طبقتهم السياسية اقتبست قشور العروبية والإسلاموية للاستهلاك الدعائي وتغلبت هذه الأفكار على العوام في البلاد. وفقًا للرسائل التي يرسلها هؤلاء، فتقاسم السعودية والإمارات لليمن أمر عادي محصلة لطبيعة اليمنيين أنفسهم.
على صعيد آخر، يُذكر أن حاكم إمارة الشارقة قد زعم أن قبيلة كندة، التي ينتمي إليها عدد كبير من القبائل والأسر في حضرموت وشبوة وأبين وقلة في تعز، من أصول فارسية. بالإضافة إلى هذه النظرية، نسب علي عبد الله صالح إليها. كما تحاول السعودية استمالة الحضارم المتواجدين في جنوب شرق آسيا، أيًا كان الهدف، ومرسولها لحجي من يافع ايضًا.

## الجغرافيا
تقع محافظة حضرموت في الجزء الشرقي للجمهورية اليمنية على ساحل البحر العربي، وتبعد عن العاصمة صنعاء بحدود (794) كيلو متراً، أما مديريتا حديبو وقلنسية وعبد الكوري والجزر التابعة للمديريتين المذكورتين تقع في البحر العربي. تتصل المحافظة بحدود المملكة العربية السعودية من الشمال، محافظة المهرة من الشرق، محافظتا شبوة ومأرب من الغرب، البحر العربي من الجنوب.

## الاقتصاد

### النفط والغاز
تنتج حضرموت ما يقارب (258.8 ألف) برميل يومياً  ومن أبرز الحقول النفطية حوض المسيلة قطاع (14) الذي تم اكتشافه في العام 1993م، وتحرص الحكومة اليمنية على تطوير حقولها النفطية بزيادة الإنتاج النفطي بهدف زيادة الثروة الوطنية استجابة لمتطلبات التنمية الاقتصادية والاجتماعية في البلاد كون النفط يساهم بنسبة تتراوح بين(30 - 40)% من قيمة الناتج المحلي الإجمالي ويستحوذ بأكثر من 70% من إجمالي إيرادات الموازنة العامة للدولة ويشكل أكثر من90% من قيمة صادرات الدولة.

## المناخ
تتميز محافظة حضرموت بتنوع مناخها وذلك تبعاً لتنوع سطحها وذلك كالتالي:
- الأجزاء الساحلية: يسود المناخ الساحلي وغالباً ما يكون حارا ًصيفاً ومعتدلاً شتاءً.
- الأجزاء الجبلية: مناخها معتدل صيفاً وبارد شتاءً.
- الأجزاء الصحراوية: يسودها المناخ الصحراوي ويكون حار جاف على مدار السنة.
- مناخ جزيرة سقطرى حار ممطر صيفاً ومعتدل نسبياً في الشتاء، ويصل متوسط درجة الحرارة في المحافظة بشكل عام خلال أيام السنة إلى (27) درجة مئوية تقريباً.

### الأمطار
تهطل الأمطار في المحافظة خلال فصل الصيف وهي الأمطار الموسمية المعتادة، كذلك سقوط أمطار شتوية على بعض أجزاء المحافظة غالباً ما تكون خفيفة ونادرة، كما أن الأمطار الصيفية تتفاوت من حيث كمياتها وذلك من منطقة إلى أخرى. فالمديريات الغربية أكثر حظاً بسقوط الأمطار من المديريات الشرقية والشمالية، وعموماً فإن المحافظة قد شهدت شحة في الأمطار خلال السنوات الأخيرة الماضية في معظم أجزائها.

## البيئة

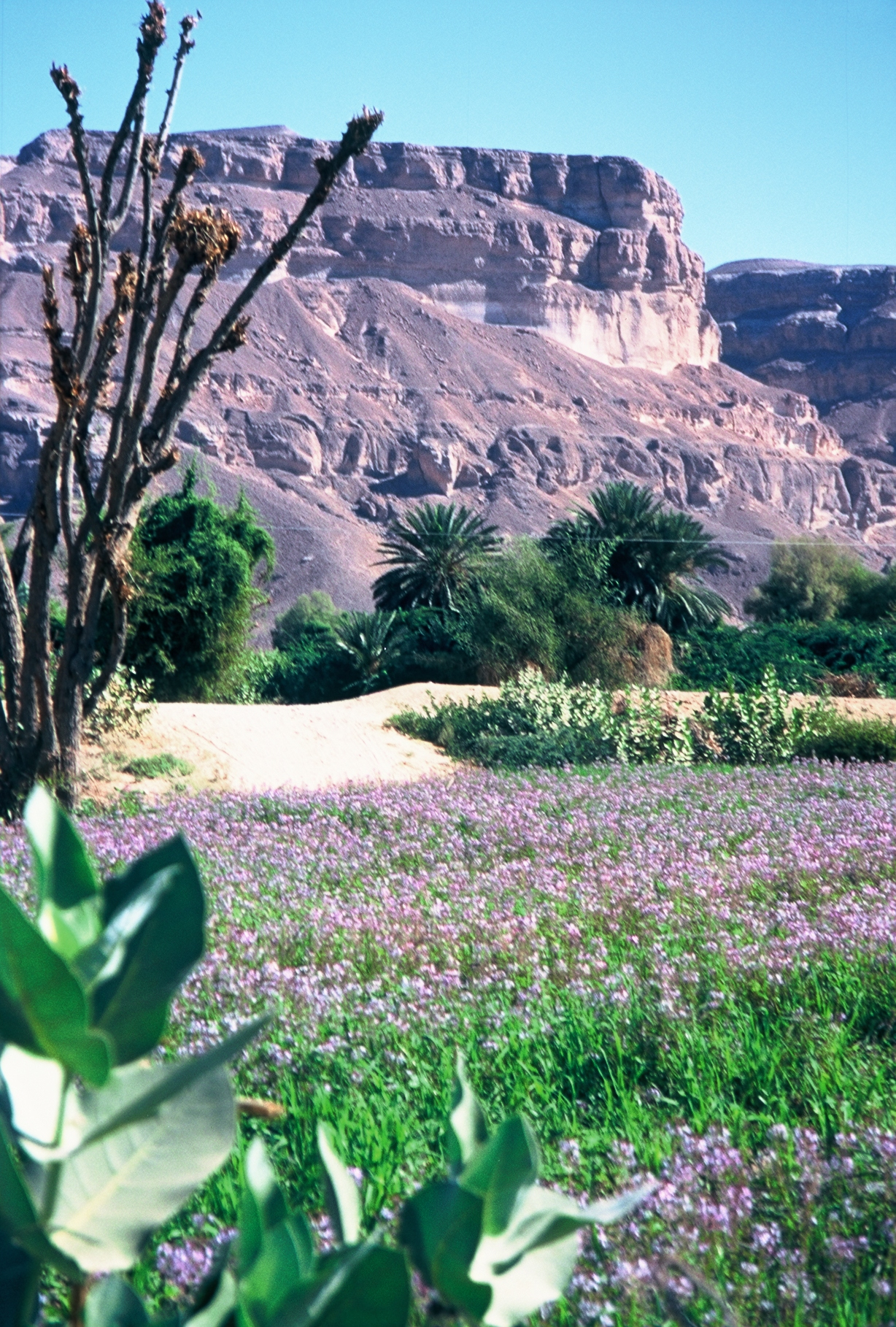
وادي حضرموت

### الغطاء النباتي
يتنوع الغطاء النباتي في المحافظة تبعاً لتنوع السطح وطبيعة المناخ السائد ويتوزع بالشكل التالي:
- الأجزاء الجبلية تغطي السطح أنواع مختلفة من الأشجار المعمرة كالسدر، السمر، القرض، الطلح، بالإضافة إلى أشجار النخيل المنتشرة في معظم المديريات الواقعة في تلك الأجزاء، إلى جانب ذلك تنمو الكثير من أنواع الحشائش والنباتات الصغيرة خصوصاً في مواسم سقوط الأمطار.
- المديريات الصحراوية فإن الغطاء النباتي فيها يتمثل بأشجار الأثل، السيسان، العشر، الأراك، إلى جانب أشجار السدر، القرض، السمر التي تنتشر في بعض تلك المديريات، بالإضافة إلى الحشائش والنباتات الصغيرة الموسمية.
غير أن أشجار النخيل تعد الأكثر انتشارا في معظم مديريات المحافظة، وهي بذلك تشكل نسبة كبيرة من إجمالي أنواع الغطاء النباتي المتوفر في المحافظة.
- جزيرة سقطرى والجزر التابعة لها تتميز بغطاء نباتي متنوع يشتمل على الأشجار المعمرة والنادرة؛ إذ تم رصد (800) نوع من الأشجار والنباتات المتوفرة في الجزيرة، بالإضافة إلى العديد من الحشائش والنباتات النادرة من أهمها: دم الأخوين التي توجد فقط في جزيرة سقطرى وجزر الكناري وشجرة أمعيرو وهي إحدى الأشجار السبع التي تنتج البخور، شجرة أكشة، يوهن، كرتب، قمهر بالإضافة إلى أنواع أخرى من الأشجار ومعظمها تدخل في صناعة البخور والأطياب والروائح العطرية، وأما النباتات والأعشاب الصغير فهي كثيرة وتنتشر في أجزاء من جزيرة سقطرى والجزر التابعة لها منها: نبات (مترر) ويعد أكثر انتشارا في الجزيرة، نبات (سيرة) وهذان النوعان لا يوجدان في إية مكان في العالم، كذلك نبات (مشحر مهن جربق)، الصبر السقطري (طيف)هو الأخر لا يوجد إلا في هذه الجزيرة وغيرها من النباتات.

## الحيوانات والطيور البرية
توجد بعض أنواع من الحيوانات البرية في أجزاء مختلفة من المحافظة، وأهم هذه الحيوانات السباع، النمور، الثعالب، الأرانب، القنافذ، الظبي والتي

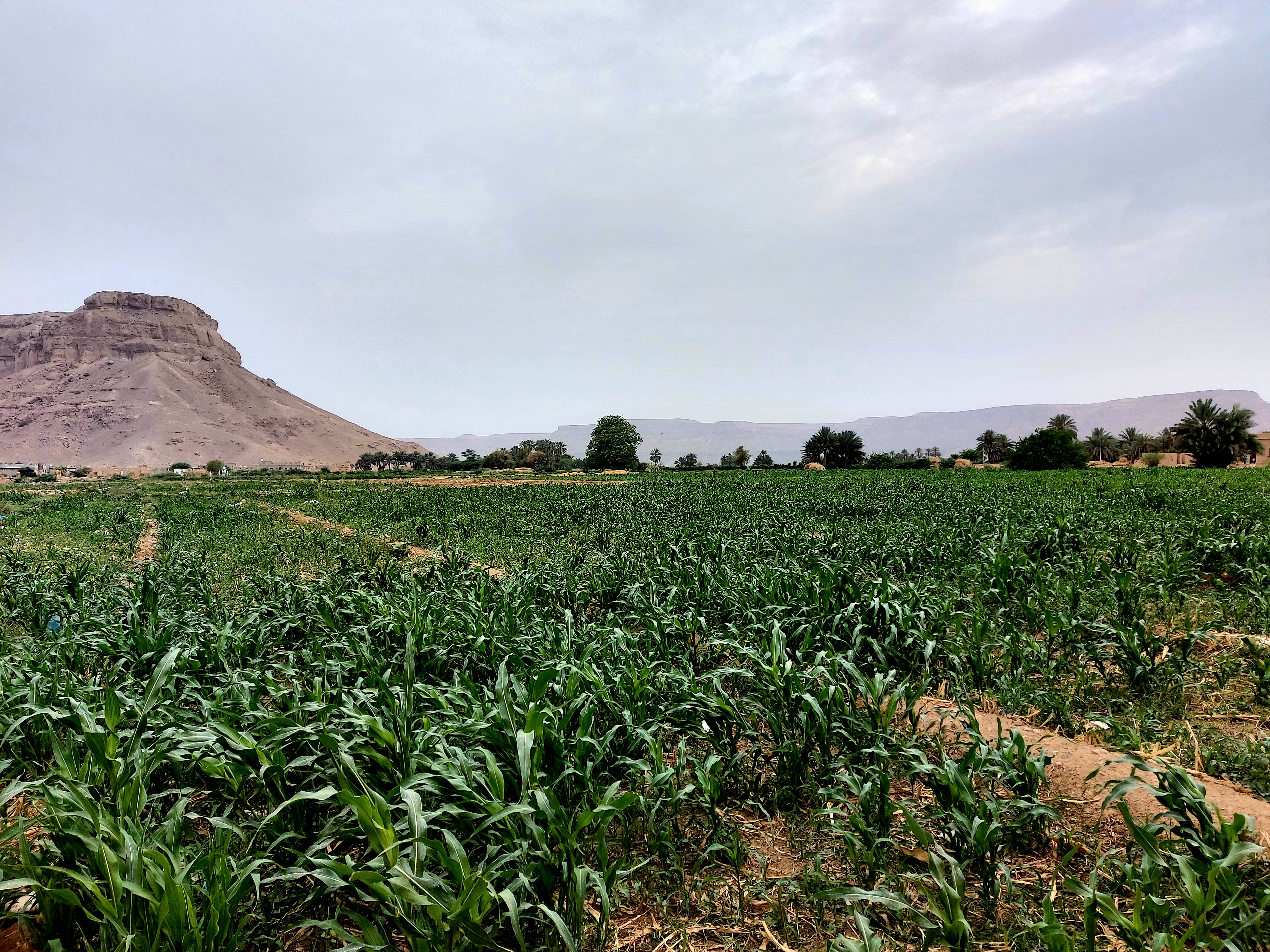
منظر عام من وادي حضرموت

توجد بصورة نادرة في المناطق الصحراوية وتنفرد جزيرة سقطرى بحيوان فريد يعرف بقط الزباد وبأعداد قليلة ومهدد بالانقراض، وتوجد معظم هذه الحيوانات في الأجزاء الجبلية والصحراوية الخالية من السكان.
توجد أنواع مختلفة من الطيور أهمها الصقور، الحداء، البوم، الحمام البري بالإضافة إلى أنواع أخرى من العصافير المختلفة الأحجام والأسماء والتي يتركز تواجدها في المناطق الزراعية والأودية الكثيفة الأشجار، وأما جزيرة سقطرى فهي تتميز بوفرة وتعدد وتنوع الطيور؛ إذ تم رصد وتسجيل (120) نوع من الطيور منها (30) نوع مستقر ومتوالد في الجزيرة، البعض منها لا يوجد في أي مكان في العالم، كما أن هناك عدد كبير من الطيور التي تم تسجيلها ورصدها في الجزيرة وتعد من الطيور المهاجرة.

## التقسيم الإداري

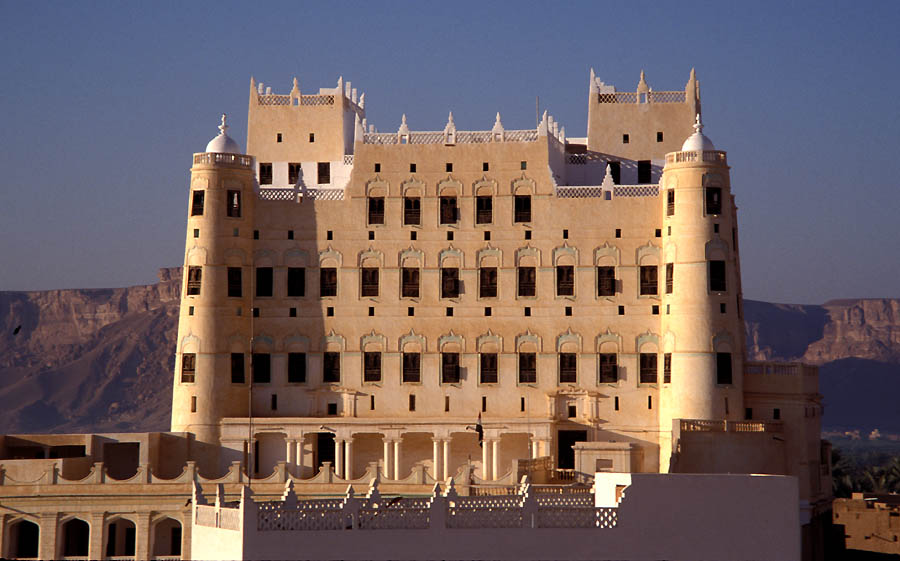
قصر مدينة سيئون

تعد محافظة حضرموت من أكبر محافظات الجمهورية مساحة، وبذلك تنقسم المحافظة إلى ثلاثين مديرية بحسب وذلك وفقاً لأخر تقسيم إداري:
| - مديرية بروم ميفع - مديرية تريم - مديرية ثمود - مديرية حجر - مديرية حجر الصيعر - مديرية حريضة - مديرية حورة ووادي العين - مديرية دوعن - مديرية الديس - مديرية رخية | - مديرية رماه - مديرية الريدة وقصيعر - مديرية زمخ ومنوخ - مديرية ساه - مديرية السوم - مديرية سيئون - مديرية شبام - مديرية الشحر - مديرية الضليعة | - مديرية العبر - مديرية عمد - مديرية غيل باوزير - مديرية غيل بن يمين - مديرية القطن - مديرية القف - مدينة المكلا - مديرية أرياف المكلا - مديرية يبعث |

## السكان
يبلغ عدد سكان محافظة حضرموت وفقاً لتقديرات عام 2015 (930,000) نسمة وينمو السكان بمعدل(3.08%) سنوياً، ويشكل سكانها ما نسبته (5%)من إجمالي سكان الجمهورية.

## التضاريس
تتميز المحافظة بتنوع سطحها إلى أربعة أقسام رئيسية: القسم الأول: المناطق الجبلية (الهضبة): تتركز في الأجزاء الوسطى والجنوبية الغربية وبعض الأجزاء الغربية، القسم الثاني: المناطق الصحراوية: تتركز في الأجزاء الشمالية والشمالية الغربية والشرقية للمحافظة، القسم الثالث: المناطق الساحلية: تمثل الشريط الساحلي المطل على البحر العربي القسم الثاني: مناطق الأودية: تشكل الأودية المتفرقة في مختلف أجزاء المحافظة،

### المرتفعات الجبلية
جبال حضرموت
جبال حضرموت هي سلسلة جبال في اليمن. وهي متجاورة مع جبال ظفار العمانية إلى الشمال الشرقي،  وجيمس كانتون يعتبر عدن في الجنوب الغربي ليكون في استراحة الجبال.
الهضبة
تتوسط المحافظة سلسلة جبلية وتبدأ من الطرف الغربي وتحديداً من مديرية حجر الصيعر وتمتد شرقاً حتى حدود المحافظة مع محافظة المهرة وتشترك في هذه السلسة من المرتفعات عدد من المديريات الواقعة في الجهتين الشمالية والجنوبية لهذه السلسلة الجبلية أخرى. حيث تتصل من جهة الشمال بمديريات زمخ ومنوخ، قف العوامر، ثمود، رماه، وتتصل بهذه السلسلة من جهة الجنوب مديريات حجر الصيعر، القطن، شبام، سيئون، تريم، السوم، من جانب آخر تمتد هذه السلسلة الجبلية من الطرف الغربي باتجاه الجنوب متصلة بسلسلة جبلية باتجاه محافظة شبوة، كما تتصل بسلسلة جبلية أخرى تمتد من جنوب غرب المحافظة باتجاه الشرق وتشترك بها معظم مديريات الجزء الجنوبي، ومن أهم المرتفعات في تلك الأجزاء:
- جبال محمدين، جبال المعابر، جبل الغبر (950) م، جبل قميز، جبل عود (1500)م، جيل الدعلية (1800)م، جبل بروم (1150)م جميعها تقع في مديرية بروم وميفع.
- جبل رباح (850)م، جبل الغويطة (950)م، جبال الجميري (1003)م وتقع في مديرية حجر.
- جبل حنطب وظبظب يقعان في مديرية الشحر.
- جبل أسناس، جبل سودف يقعان في مديرية القطن.
- جبل قرط باحيد، جبال عالون وتقع في مديرية رخية.
- جبل غمدان، جبل جحلان يقعان في مديرية حريضة.
- جبل الكور، جبل العر يقعان في مديرية زمخ ومنوخ.
- جبال كردي، جبال خشيب (1005)م وتقع في مديرية رماه.
- جبل الكور (1642)م، جبال هرام (1524)م وتقع في مديرية المكلا.
- جبال الحج، جبال لميسة وجبال شتنه وصنصله وباشرون وتقع في مديرية دوعن.
- جبال بافاس وتقع غرب مديرية يبعث.
- جبال حبشية (1240)م وتقع في مديرية ثمود.
- جبال رباح (1072)م، جبال حصير (1363)م وتقع في مديرية العبر.
هناك العديد من المرتفعات الأخرى خصوصاً في الأجزاء الجنوبية والجنوبية الغربية.
أما جزيرة سقطرى فإن سطحها لا يخلو من المرتفعات ففيها سلسلة جبال حجهر في وسط مديرية حديبو، ويبلغ ارتفاعها حوالي (1630)م عن مستوى سطح البحر بالإضافة إلى جبال فالج، شرهن، قولهن جميعها تقع في إطار المديرية، وفي مديرية قلنسية توجد سلسلة قاطن الجبلية بالإضافة إلى جبال مدبعة، ميازلة، يصقر، باروة، معلة وغيرها.

### الأودية
الوادي

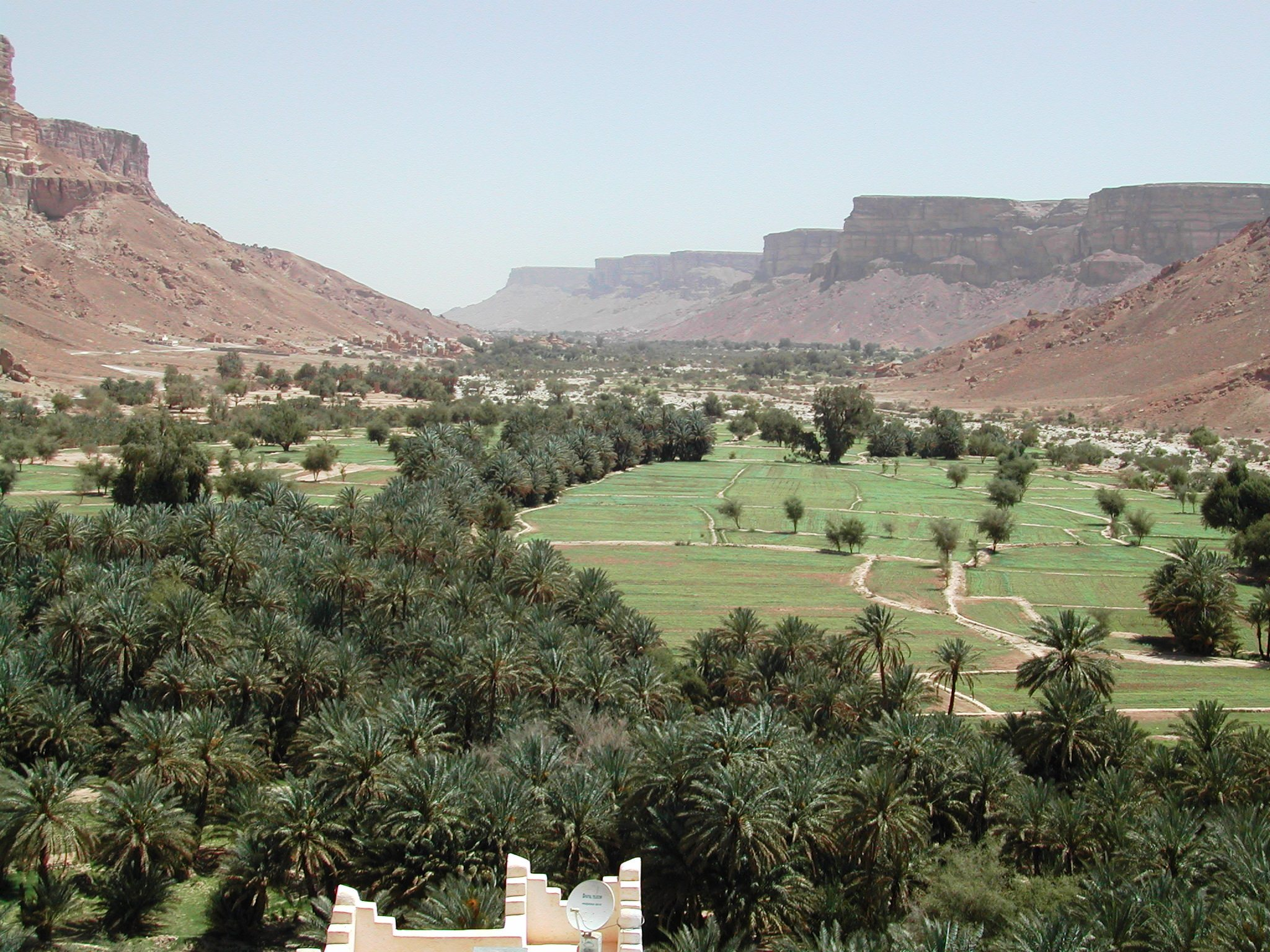
وادي حضرموت

يتميز سطح المحافظة بتعدد انحداراته وباتجاهات مختلفة وتضم الانحدارات العديد من الأودية منها ما هي أودية رئيسة ومنها أودية فرعية معظمها روافد مهمة للأودية الرئيسة، وإضافة إلى ذلك جزيرة سقطرى تضم في إطارها العديد من الأودية التي تنحدر باتجاهات مختلفة ب\تبعاً لانحدار السطح فيها.

### الأجزاء الصحراوية
الصحراء
تشكل الأجزاء الصحراوية مساحة واسعة في المحافظة خصوصاً في الأجزاء الشمالية والشمالية الغربية وتحديداً مديريات رماه، ثمود، قف العوامر، زمخ ومنوخ حيث يغلب على سطح هذه المديريات الطابع الصحراوي ويشكل صحراء واحدة تنحدر باتجاه الشمال كما تعد امتداداً طبيعياً لصحراء الربع الخالي الذي تشترك فيه بالإضافة إلى محافظة حضرموت كل من محافظات المهرة، مأرب، الجوف. وتنتشر على هذه الأجزاء الواقعة في إطار مديريات المحافظة عدد من المسميات الصحراوية والرملية مثل: رملة رماه، شقاق المعمورة، عروق الخرأخير، رملة عيوة وتقع في مديرية رماه، رملة قصيعان، رملة شقاق المعاطيف، رملة العدابة في مديرية زمخ ومنوخ، رملة السبعين في مديرية العبر، رملة شقاق البديع، عروق الموارد في مديرية ثمود.

### المناطق الساحلية
الساحل
تطل محافظة حضرموت من جهة الجنوب على البحر العربي وبذلك فهي تمتلك شريط ساحلي يبلغ طوله حوالي (120) كم يبدأ من الطرف الجنوبي الغربي للمحافظة عند الحدود مع مديرية رضوم محافظة شبوة ويمتد شرقاً حتى الطرف الجنوبي الشرقي لمديرية الريدة وقصيعر عند الطرف الجنوبي الغربي لمديرية المسيلة (محافظة المهرة). بذلك فإن ست مديريات من مديريات المحافظة واقعة على الشريط الساحلي وهي: (بروم وميفع، المكلا، غيل باوزير، الشحر، الديس، الريدة وقصيعر)
كذلك فإن جزيرة سقطرى تتميز بامتلاكها شريطاً ساحلياً يحيط بالجزيرة من جميع الاتجاهات، وهكذا الحال بالنسبة للجزر الأخرى التابعة للجزيرة أهمها جزر عبد الكوري، درسة، سمحة.

## الإذاعة والتلفزيون
|                                                          |  |  |
| شعار فضائيتي تلفزيون حضرموت (يمين)، وقناة حضرموت (يسار). |  |  |

يوجد في حضرموت قناتين فضائيتين واحدة مملوكة لوزارة الإعلام هي تلفزيون حضرموت والأخرى قناة حضرموت وهي قناة خاصة مملوكة لرجل الأعمال عبد الله أحمد بقشان. وكما توجد قناة محلية وهي قناة المكلا.
اما الإذاعات هناك إذاعتين حكوميتين وهما إذاعة حضرموت من المكلا وإذاعة حضرموت من سيئون. كما يوجد العديد من الإذاعات الخاصة.

## الثقافة

### آثار ومعالم تاريخية

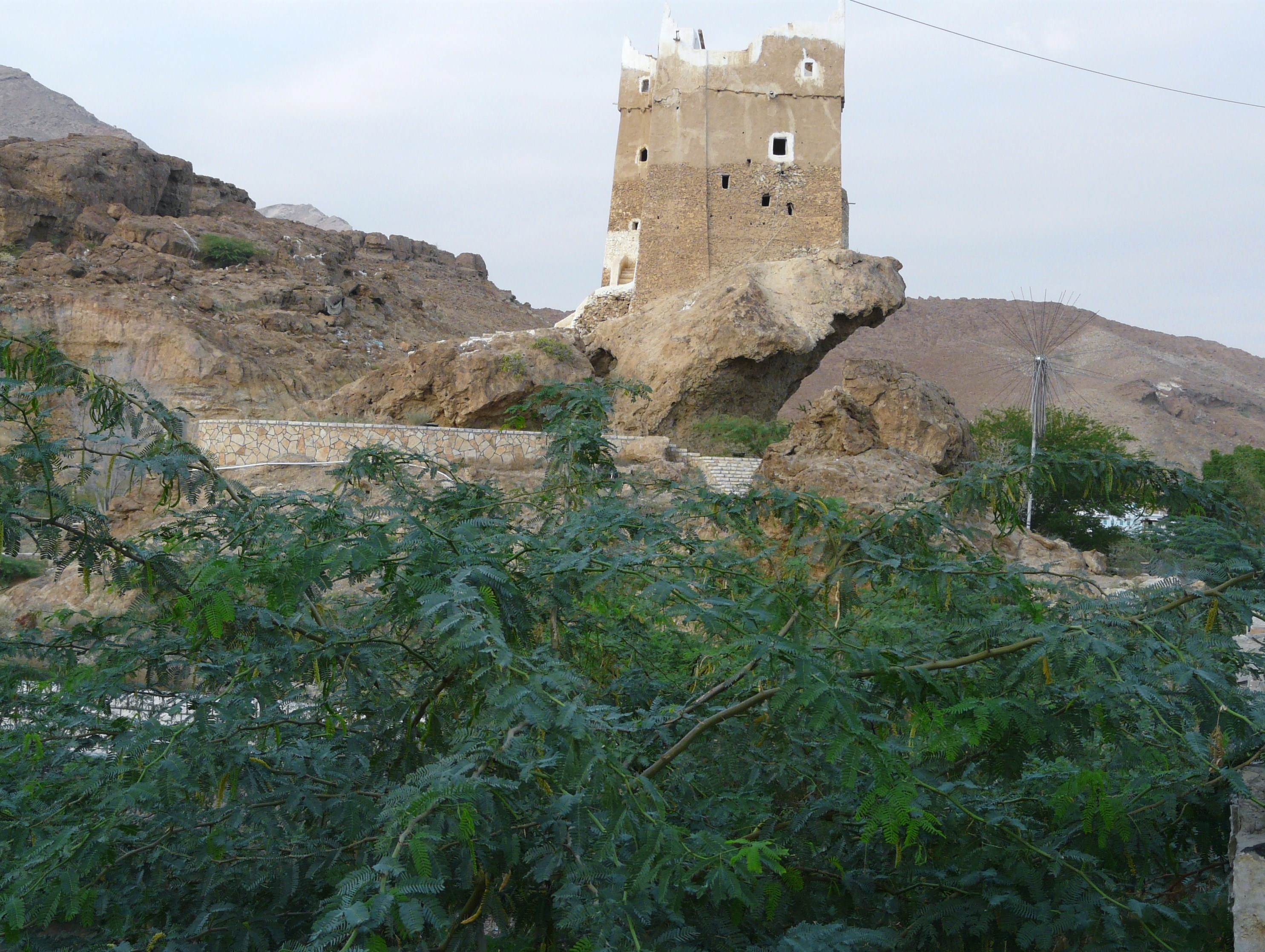
حصن الغويزي أحد المعالم التاريخية في المكلا

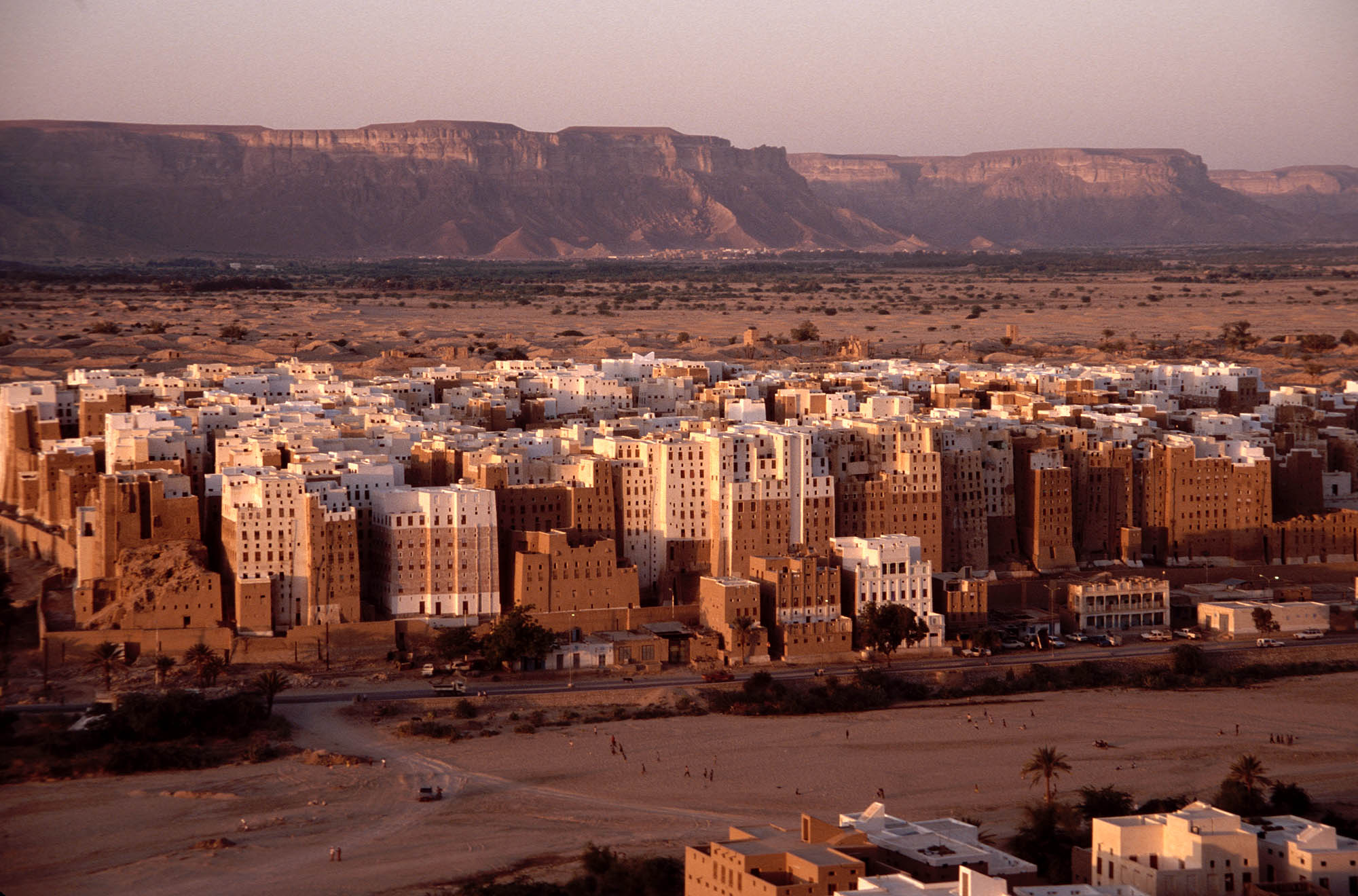
مدينة شبام حضرموت التارخية

تتعدد المعالم الأثرية والتاريخية في المحافظة وذلك لما مرت به المنطقة من أحداث عبر مراحل التاريخ، وأهم المواقع الأثرية والتاريخية في محافظة حضرموت هي:
| المديرية          | الآثار والمعالم التاريخية |
| ----------------- | --- |
| مديريةالمكلا      | حصن الغويزي- المكتبة السلطانية |
| مديرية غيل باوزير | حصن السلطان- قصر الباغ- حصن العوالق |
| مديرية الشحر      | مدينة الشحر من أهم بقايا معالمها:- سور المدينة- سدة العيدروس (البوابة الغربية+ بوابة العيدروس)- دار البياني- حصن بن عياش- قصر عبـود- حصن المصبح- جبل ضبضب- وادي عسد- قرية تبالة من أهم معالمها:- قلعة أبن الشيخ علي- حصن تبالة (حصن القعيطي)- كوت الحذاف- مدينة الحامي            |
| مديرية سيئون      | مدينة سيئون من أبرز معالمها:- حصن الفلس الكثيري- الحصن الدويل (قصر السلطان الكثيري)- قرية حواطة سلطانة- قرية مريمة- قرية بور- شعب الحسيسة (مزار ديني)- قرية الغرفة- قارة العناهجة - خلع راشد (حوطة أحمد بن زين)                                                                   |
| مديرية تريم       | مدينة تريم- حصن العر- قرية قسم (فيها العديد من القصور وأبرزها (قصر قيس بن يماني))- عينات (مزار ديني)- حصن النجير- قبر النبي هود (مزار ديني) |
| مديرية السوم      | مدينة السوم القديمة- حصن الكيس- معبد باقطفة |
| مديرية شبام       | مدينة شبام من معالم المدينة:- مسجد الحارة- جامع هارون الرشيد- مقبرة شبام (مزار)- قرية جوجة |
| مديرية القطن      | قرية العجلانية- - قبر نبي الله صالح (مزار ديني)- قرية هينين |
| مديرية رخية       | مقابر وادي رخية- موقع بير حمد- القلاع والحصون الإسلامية |
| مديرية ساه        | مستوطنة مشغة- مستوطنة سونة |
| مديرية عمد        | قرية عندل |
| مديرية حورة       | مدينة حورة (حصن حورة) (حصن الركة)- وادي العين- قهوة بن عيفان |
| مديرية دوعن       | معبد الإله سين (معبد القمر) في حريضة- مدينة ريبون الأثرية ومن أهم معالمها:- معبد الإلهة (ذات حميم)- معبد الإله سين. |
| مديرية الديس      | حصن السلطان القعيطي |
| مديرية الضليعة    | موقع عكرمة |
| جزيرة سقطرى       | تتميز الجزيرة بموقعها الجغرافي البحري وقد كانت تاريخياً تعتبر ممراً ومنطقة توقف للسفن القادمة من الشرق والمحملة بالبضائع المختلفة والمتجهة إلى ميناء (قناه) في سواحل حضرموت والعكس. تعاقب الأمم والدول في السيطرة على الجزيرة تؤكد أنها تمتلك مخزون أثري كبير يستحق البحث والدراسة. |

### المتاحف

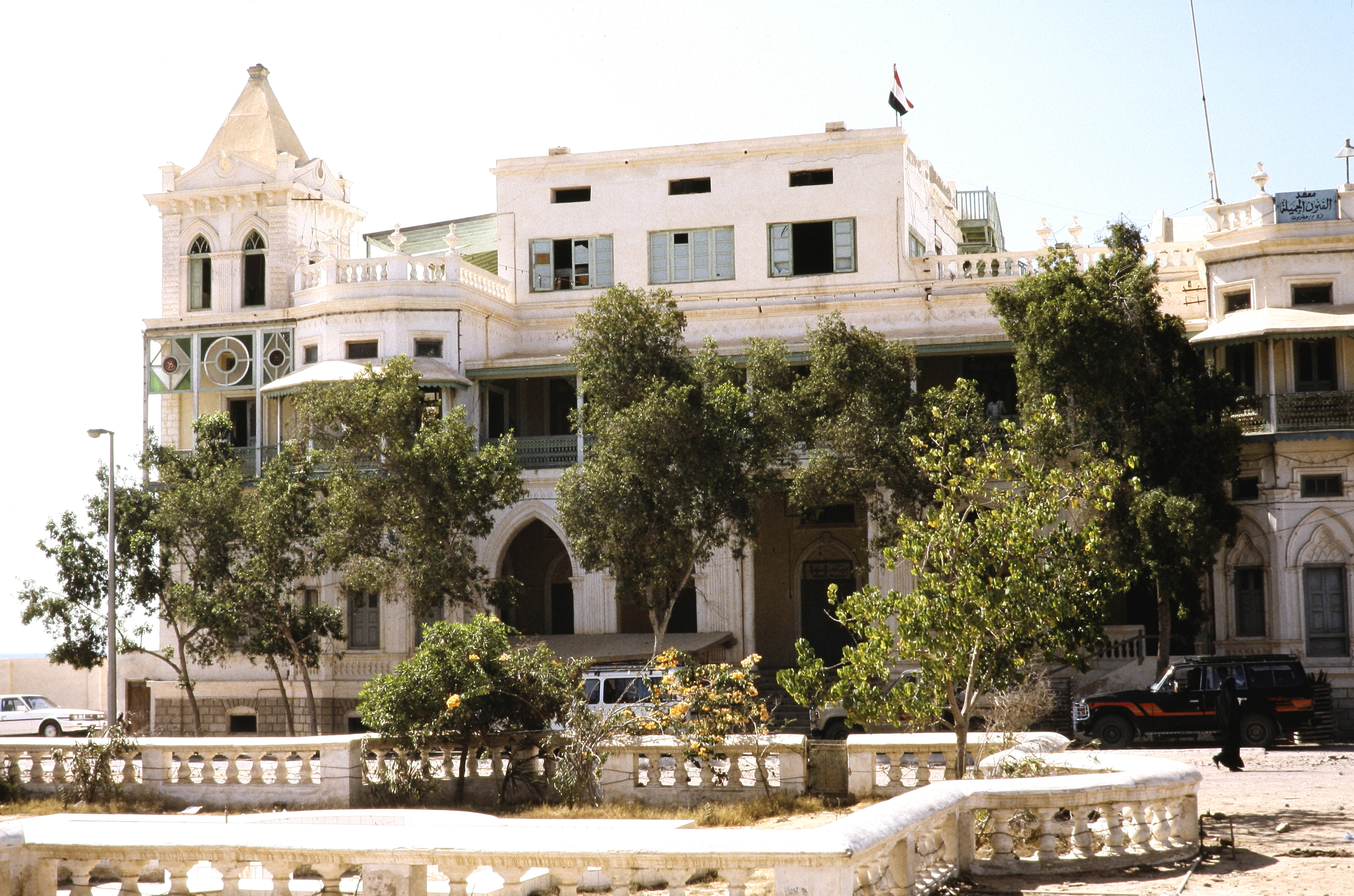
متحف مدينة المكلا

المتحف الوطني في حضرموت هو عبارة عن قصر سابق لأحد سلاطين السلطنة القعيطية ومقره في مدينةالمكلا. يتكون من ثلاثة أدوار يحيط به سور بمساحة كبيرة وبناؤه متأثر بطابع العمارة الهندية الذي كان شائعا في ذلك الوقت، وحاليا تم استغلال القصر كمتحف يضم قطعاً أثرية إضافة إلى مخلفات سلاطين الدولة القعيطية.
متحف المكلا بمدينة المكلا بمحافظة حضرموت، أسس في عام 13 أكتوبر 1994 م، ومقره الآن في قصر السلطان بعد أن كان في بناية صغيرة مقابل سور القصر نفسه. يشمل في معروضاته الآثار القديمة لمملكة حضرموت، وممتلكات سلاطين حضرموت، وصالة لوثائق الثورة اليمنية.
متحف سيئون بمحافظة حضرموت، افتتح في 1983 في قصر السلطان الكثيري في سوق سيئون. تشمل قاعاته على الآثار القديمة التي جمعت من مواقع الوادي ونتائج تنقيبات موقع ريبون، إلى جانب الموروث الشعبي وقاعة الوثائق.

### المطبخ الحضرمي

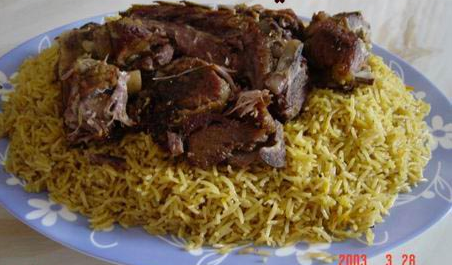
المندي الحضرمي

يعتبر المندي والمظبي واللخم والحنيذ والمقلقل والهريسة الحضرمية أشهر مأكولات المطبخ ويضيف الحضارم العسل إلى المظبي وهو تقليد أخذوه من عادات الطعام في جنوب شرق آسيا  وتصنع حلويات مثل الكعك والباخمري والخمير والعصيدة الحضرمية كذلك تنتشر بعض الأطباق الآسيوية عند الحضارم المتأثرين بمطبخ جنوب شرق آسيا مثل القادو قادو.

## مناطق وأماكن سياحية

### الطبيعية
حيث تمتلك محافظة حضرموت الكثير من المناطق السياحية المتميزة بطبيعتها الجميلة الساحرة، وواحات النخيل الواسعة المنتشرة في أجزاء متفرقة من المحافظة:
مديرية غيل باوزير: هي أرض واسعة فيها ينابيع ماء غزيرة جارية، وعليها الكثير من أشجار النخيل.
عين الحومة: تقع في غيل باوزير عبارة عن حوض مائي طبيعي دائري الشكل تقريباً يبلغ قطرها (40 متراً) تقريباً وتشتهر المنطقة التي تقع بها الحومة بأنها عبارة عن صبخات تكثر فيها المياه يتم استغلالها للأغراض الزراعية.
قرية قسم: تقع شرق مدينة تريم، وهي غنية بالمناظر الطبيعية وغابات النخيل.
وادي دوعن: قرى سياسية جميلة متناثرة على ضفتي الوادي.
جزيرة سقطرى: تتميز الجزيرة بمخزونها المتنوع وخصائصها الطبيعية المتنوعة؛ إذ يشكل ذلك مقومات الجذب السياحي للجزيرة حيث تعتبر الجزيرة متحفاً للتاريخ الطبيعي بما تحتويه من تنوع بيولوجي نادر؛ إذ يوجد بها الغطاء النباتي وفير وكما يوجد بها النباتات النادرة، وغابات النخيل الكثيفة المنتشرة في أماكن كثيرة أهمها ضفاف الوديان الجارية حيث، والعديد من أنواع الطيور، والكهوف والمغارات الجبلية في مواقع متعدد من الجزيرة والجزر التابعة لها. أيضاً يوجد في الجزيرة عدد من شلالات المياه الغزيرة تنتشر في مواقع مختلفة أهمها شلالات «دنجهن» في حديبو حيث يبعد عن المركز بمسافة (6 كم) فقط، وكذلك شلالات حالة، ومومي، وقعرة وعيهفت ومعظم تلك الشلالات تنبع من أعالي الجبال على مدار العام.

### العلاجية

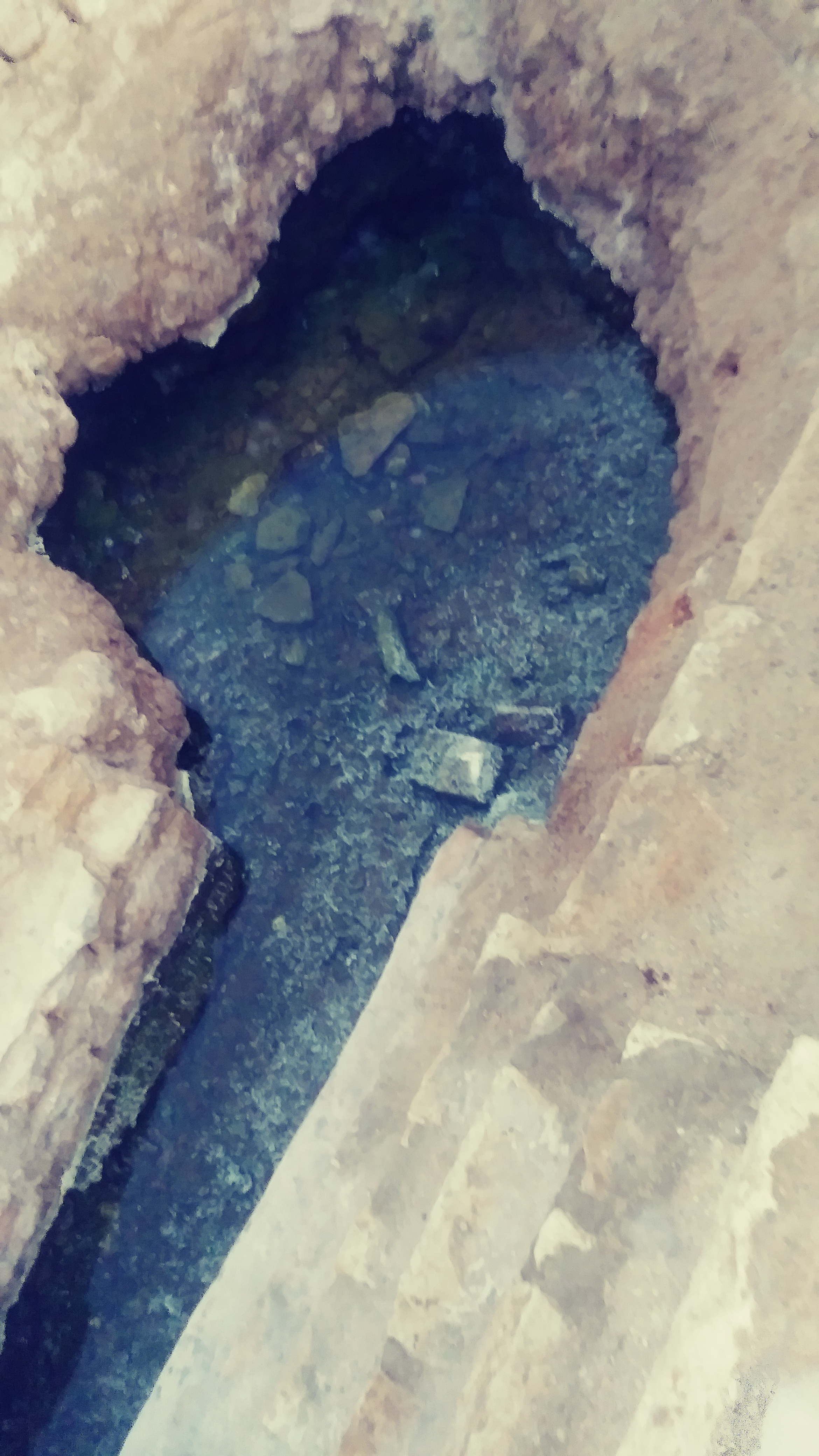
عين الروضة، عين كبريتية حارة في الحامي

يوجد في المحافظة العديد من ينابيع المياه الساخنة (مواقع المياه العلاجية الحارة طبيعياً) والتي تنتشر في عدد من المديريات الواقعة جنوب المحافظة (المديريات الساحلية) مثل: حمام صوبير، معيان باحميد، عين محدث، الصيق، حمام ثوبان، معيان الروضة، حمام تبالة، معيان حسن، معيان القميع، بالإضافة إلى العيون المعدنية العلاجية الساخنة بمنطقة الحامي وهي كثيرة ومتعددة الاستخدام يستشفي بها المصابون بأمراض الجلد وآلام الروماتيزم وأمراض أخرى كثيرة، وجميع هذه المواقع العلاجية الطبيعية يؤمها الناس يومياً على مدار العام للاستشفاء من الأمراض.

### الشواطئ

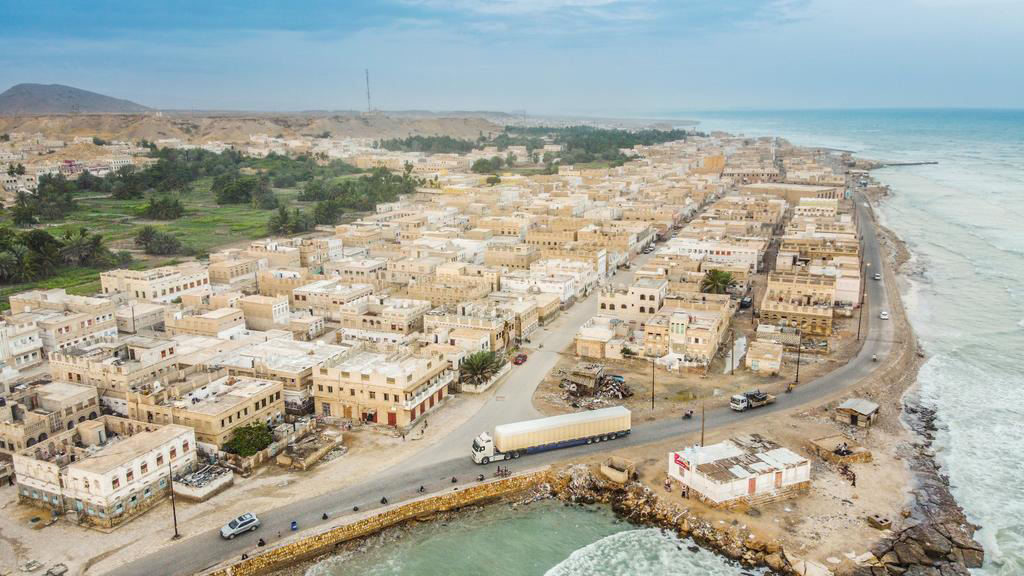
صورة من مدينة الحامي الساحلية

تتميز المحافظة بامتلاكها شريط ساحلي طويل يطل على البحر العربي يتميز بشواطئه الرملية الجذابة:
شاطئ شرمة: يقع بمديرية الديس، ويعد من أجمل وأنقى الشواطئ في محافظة حضرموت، ويتكون موقع الشاطئ من (الشاطئ الغزي، الشريط الرملي، الجزيرة)
مدينة قلنسية: يحيط بالمدينة عدد من الشواطئ الجميلة والتجمعات القروية.
الحامي: تقع على ساحل البحر العربي إلى الشرق من مدينة الشحر ويوجد بها العديد من المناظر السياحية الطبيعية.
شـــواطئ جزيرة سقطرى: تمتد شواطئ الجزيرة مسافة (300 ميل) ولها خصائص فريدة من حيث كثبان رمالها البيضاء النقية حيث تبدو للزائر كأنها أكوام من محصول القطن ومعظمها مظللة بأشجار النخيل.